# Stade Pierre de Coubertin (Lozanna)
Stade Pierre de Coubertin – wielofunkcyjny stadion w Lozannie, w Szwajcarii.
W latach 1977–1985 na stadionie rozgrywany był mityng lekkoatletyczny Athletissima (później zawody te zostały przeniesione na Stade Olympique de la Pontaise). Obiekt gościł również lekkoatletyczne mistrzostwa Szwajcarii w kategoriach juniorskich.
Obiekt nazwany jest imieniem Pierre'a de Coubertin. Stadion znajduje się w pobliżu brzegów Jeziora Genewskiego. Obok mieszczą się m.in. trenigowe boiska piłkarskie, boisko do hokeja na trawie czy stadion piłkarski Stade Juan Antonio Samaranch.
W 2020 roku w Lozannie oddano do użytku nowy stadion piłkarski Stade de la Tuilière, na który przenieśli się piłkarze klubu FC Lausanne-Sport (wcześniej grający na Stade Olympique de la Pontaise). Po 2025 roku planowana jest rozbiórka starego Stade Olympique de la Pontaise, a rolę głównego stadionu lekkoatletycznego w mieście przejąć ma Stade Pierre de Coubertin, w związku z czym ma on zostać rozbudowany.